# 対満事務局
対満事務局（たいまんじむきょく、旧字体：對滿事務局）は、1932年（昭和7年）の満洲国成立にともない、対満洲国行政を一元化する目的で設置された日本の官庁。

## 概要
1934年（昭和9年）12月26日設置。初代総裁には林銑十郎が就任した。内閣総理大臣の管理下に置かれ、関東庁および拓務省所管の南満洲鉄道株式会社や満洲電信電話株式会社の業務を監督した。また、拓務省の所管だった、満州における拓殖事業関連の事務も引き継いだ。
本局設置前から陸軍側としては対満州政策は、在満大使、関東州長官、関東軍司令官の三位一体制をとり、関東軍第四課の内面指導の形で実施されていた。本局の設置にあたっては、関東軍と陸軍が主導権を掌握しようとしたため、関東庁職員および満洲国警察署長の全員がこれに反発して辞職したこともあった。実際には対満事務局の発足以来、総裁を歴代陸軍大臣が兼任するなど、陸軍軍務局の下請機関のような体を成していた。その結果、満州国に関する外交事務を所掌するため設置されたはずの外務省東亜局第三課は浮き上がる形となった。
庁舎は東京都大手町にあった。この庁舎は1940年（昭和15年）6月20日、逓信省航空局新館から落雷により発生した火災に巻き込まれ、他省庁の庁舎とともに焼失したが、重要書類の焼失は免れた。
1942年（昭和17年）11月、大東亜省の設置により、同省の満洲事務局に改組された。

## 歴代総裁
- （兼）林銑十郎：1934年12月26日 -
- （兼）川島義之：1935年9月5日 -
- （兼）寺内寿一：1936年3月9日 -
- （兼）中村孝太郎：1937年2月2日 -
- （兼）杉山元：1937年2月9日 -
- （兼）板垣征四郎：1938年6月3日 -
- （兼）畑俊六：1939年8月30日 -
- （兼）東條英機：1940年7月22日 -
- （兼）東條英機：1941年10月18日 - 1942年11月1日

※陸軍大臣の兼務。